# Aidar Qasow
Aidar Qasow (kasachisch Айдар Қазов, russisch Айдар Казов Aidar Kasow; * 21. Februar 1995) ist ein kasachischer Gewichtheber.

## Karriere
Qasow war bei den Jugend-Weltmeisterschaften 2012 Vierter im Stoßen. Bei den Junioren-Asienmeisterschaften 2013 wurde Zweiter. Allerdings wurde er bei der Dopingkontrolle positiv auf Dehydrochlormethyltestosteron und Stanozolol getestet und vom Weltverband IWF für zwei Jahre gesperrt. Nach seiner Sperre gewann er bei den Asienmeisterschaften 2015 in Phuket die Goldmedaille in der Klasse bis 77 kg. Im selben Jahr nahm er auch zum ersten Mal an den Weltmeisterschaften teil und erreichte in Houston den neunten Platz.